# Santana dos Garrotes
Santana dos Garrotes là một đô thị thuộc bang Paraíba, Brasil. Đô thị này có diện tích 353,813 km², dân số năm 2007 là 7747 người, mật độ 21,9 người/km².